# Região Natural e Histórico-Cultural de Kotor

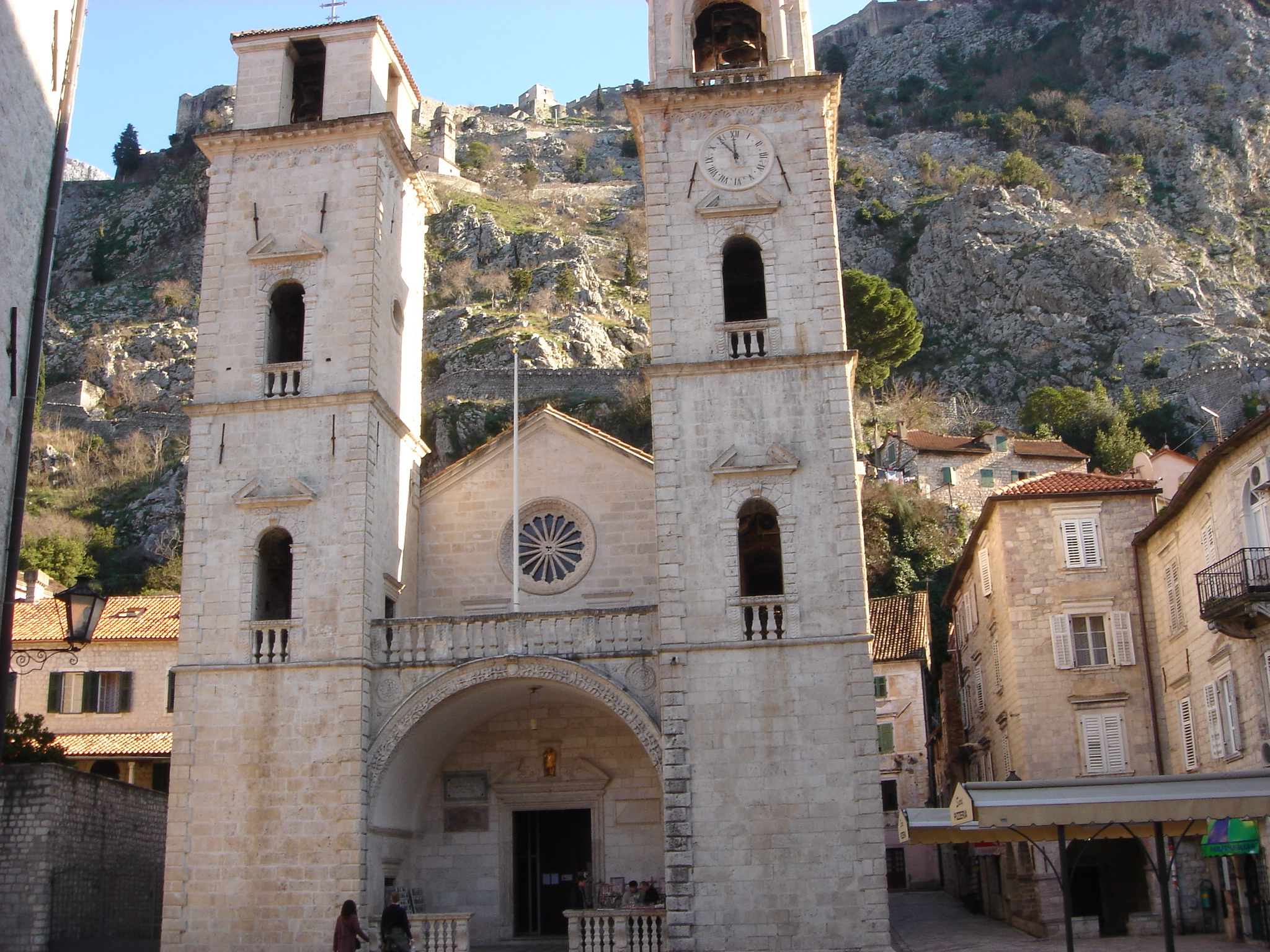
A Catedral de São Trifão

Região Natural e Histórico-Cultural de Kotor é um sítio incluído na lista do Património Mundial da UNESCO localizado na região das Bocas de Kotor, no Montenegro, que foi inscrito em 1979. Abrange a cidade velha de Kotor (italiano: Cattaro), as fortificações de Kotor e a região circundante da Baía de Kotor interior.

## Descrição
O sítio inclui:
- Kotor
- Fortificações de Kotor
- Risan
- Perast
- Ilha de Sveti Đorđe
- Nossa Senhora das Rochas

### Cidade velha de Kotor
A cidade velha de Kotor está situada dentro das muralhas da cidade e é uma paisagem urbana medieval bem preservada e restaurada, com edifícios notáveis, incluindo a Catedral de São Trifão (Катедрала Светог Трипуна ou Katedrala sv. Tripuna), dedicada a São Trifão de Campsada e construída em 1166. 
A cidade de Kotor foi fortemente danificada durante o terramoto de 15 de abril de 1979 no Montenegro, o que levou a que o sítio fosse também inscrito na lista de património em perigo em 1979, aquando da sua inscrição. Após uma reabilitação significativa na cidade, o sítio foi retirado desta lista em 2003.

### Fortificações de Kotor
As fortificações consistem num sistema de edifícios militares defensivos para proteger a cidade medieval de Kotor. O conjunto inclui as muralhas da cidade com portões e baluartes, muralhas que sobem a montanha de São João, o castelo de São João (San Giovanni) e estruturas de apoio. Embora algumas das estruturas remontem à época romana e bizantina, a maior parte das fortificações foi erguida durante o domínio da República de Veneza, tendo, mais tarde, os militares austro-húngaros efetuado algumas modificações.  As fortificações são o aspeto mais significativo do Património Mundial em Kotor.

### Região de Kotor
A região que está incluída na lista do Património Mundial é a baía interior de Kotor (para além do estreito de Verige) com as suas montanhas e cidades circundantes, nomeadamente Risan e Perast para além de Kotor. Além disso, as ilhotas de Sveti Đorđe (São Jorge) (Sveti Đorđe) e Gospa od Škrpjela (Nossa Senhora das Rochas) fazem parte do sítio inscrito.

## Preservação
Em 1979, quando o sítio foi inscrito, foi também colocado na Lista do Património Mundial em Perigo devido aos danos causados pelo terramoto que atingiu a cidade em 15 de abril de 1979. Devido a esforços internacionais concertados, grande parte destes danos, especificamente no que respeita à cidade de Kotor, foi atenuada. Em 2003, o sítio foi retirado da lista do património em perigo.
O património enfrenta desafios de várias naturezas. Os perigos naturais, como a erosão e os terramotos, continuarão sempre a ser uma ameaça. Mais grave, porém, é o impacto da atividade humana. Assim, alguns desenvolvimentos urbanos têm sido considerados incongruentes com os objectivos de preservação.
Uma questão controversa tem sido a proposta de construção de uma ponte sobre o Estreito de Verige, entre o Cabo de St. Nedjelja e o Cabo Opatovo, estrutura que facilitaria o tráfego da autoestrada do Adriático, que atualmente utiliza um sistema de ferry para atravessar a baía.
Quando o sítio foi inscrito em 1979, foi-o com base nos seus valores culturais; um relatório de missão da UNESCO de 2008 sugere que se considere também o seu valor excecional como paisagem cultural, o que poderá levar a uma nova candidatura.

## Galeria

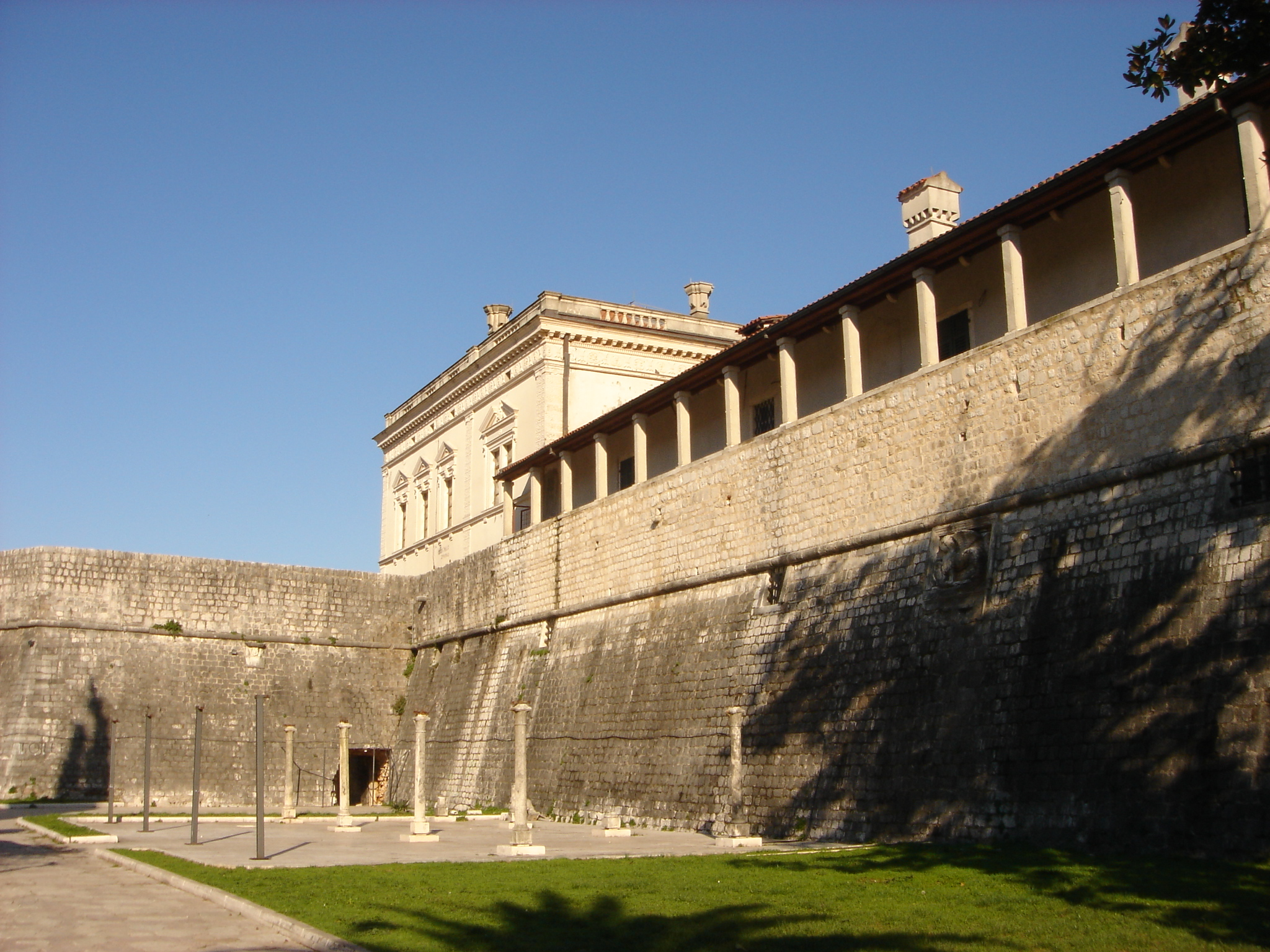
Vista da galeria das mulralhas de Kotor.
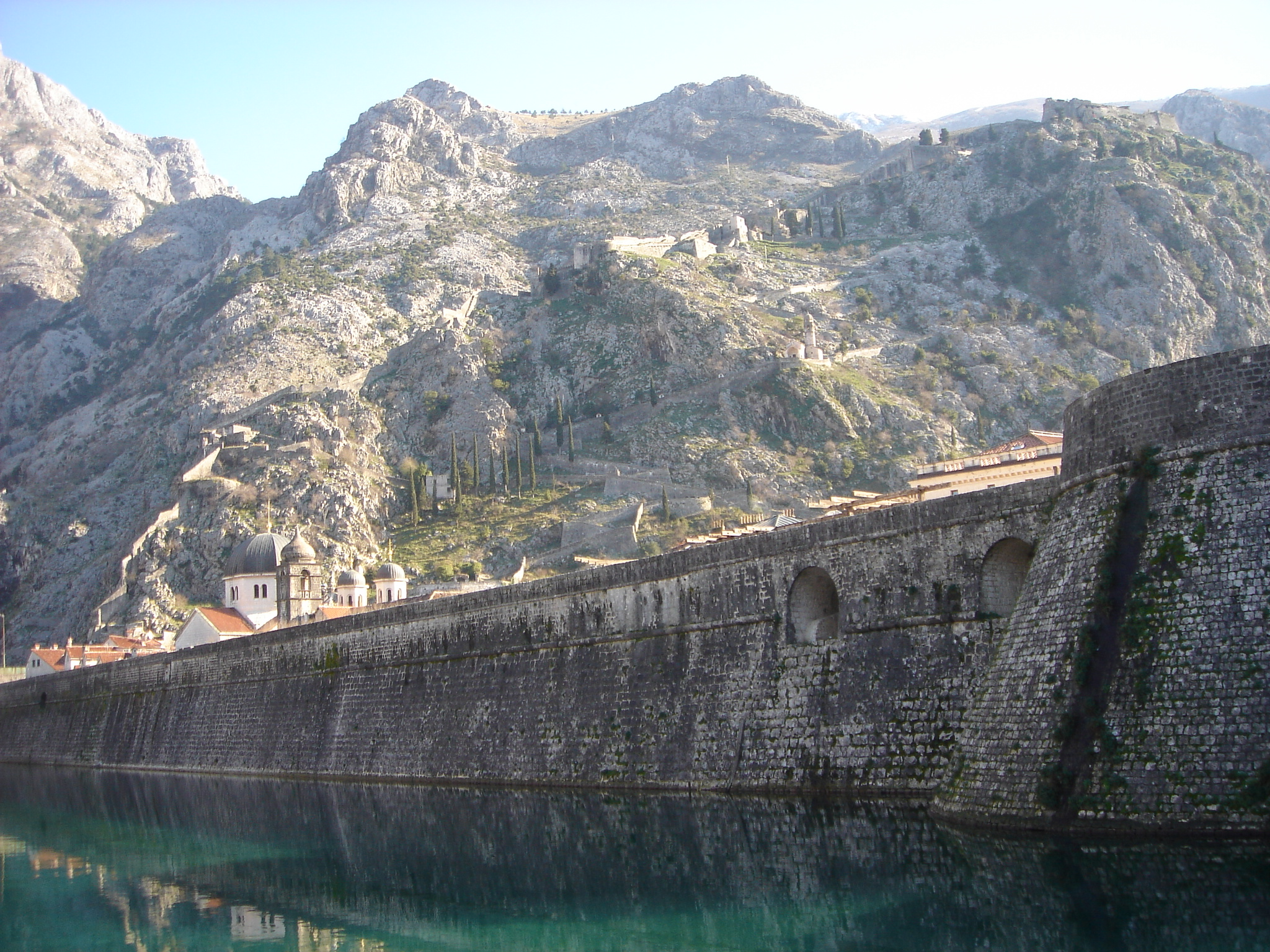
Vista das muralhas de Kotor.
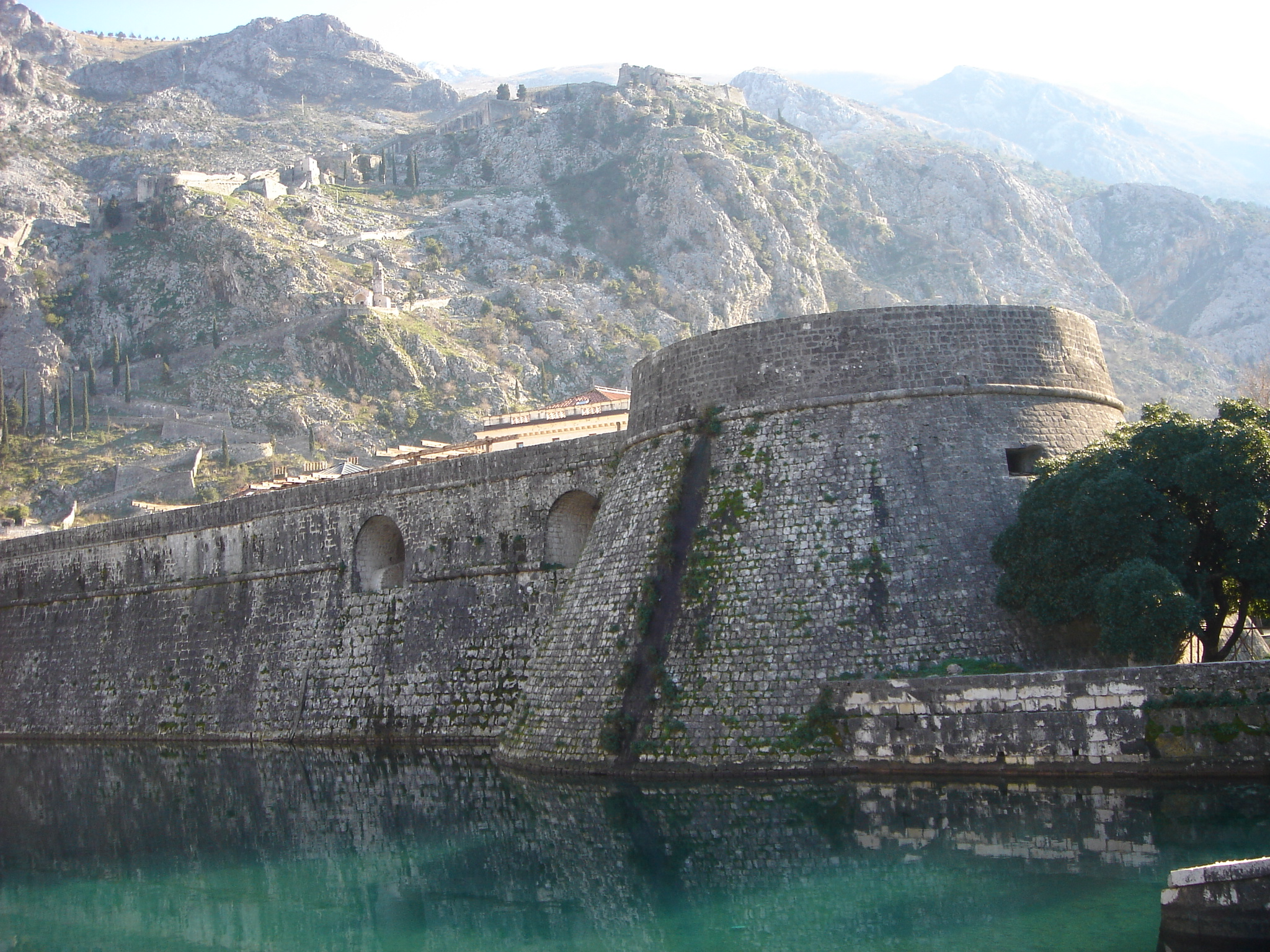
Um bastião de Kotor.